# Кримськотатарська бібліотека імені Ісмаїла Гаспринського
Кримськотата́рська бібліоте́ка ім. Ісмаїла Гаспри́нського — республіканська бібліотека у Сімферополі.

## Історичні відомості
Заснована 24 вересня 1990 р. як філія Централізованої бібліотечної системи для дорослих Сімферополя. У грудні 1995 перетворена в Республіканську кримськотатарську бібліотеку ім. І. Гаспринського.
1994 року Мехметом Тютюнджі у Гарлемі (Нідерланди) був розроблений проєкт «Відродження кримськотатарської бібліотеки». Проєкт підтримав уряд Королівства Нідерландів і Міжнародний фонд «Відродження» (з вересня 1998 р.). Реалізація проєкту посприяла переходу бібліотечно-інформаційної діяльності РКБ ім. І. Гаспринського на якісно новий рівень. У травні 1999 завершено реставрацію будинку бібліотеки.

## Фонди
В основу фонду покладена особиста бібліотека й архів ученого-мовознавця Басира Гафарова. Бібліотечний фонд літератури кримськотатарською мовою значною мірою поповнюється за рахунок книг, переданих в дарунок від кримських татар у Криму і за кордоном.
Обсяг фондів бібліотеки нараховує більш 32 тисяч томів, у тому числі кримськотатарською мовою 9 тисяч примірників. Рідкісні й особливо коштовні книги: прижиттєві видання Ісмаїла Гаспринського, Джафера Сейдамета, Амета Озенбашли, Османа Акчокракли, Бекіра Чобан-заде, Шевкі Бекторе, Ешрефа Шем'ї-заде, інших діячів кримськотатарської культури.
До особливо коштовної частини книжкового фонду бібліотеки також відносяться такі документи як: фотокопії 61 тому Кадіаскерських зошитів-дефтере, що містять протоколи судових процесів у Кримському ханстві з 1613 по 1780; 1800 книг довоєнного видання кримськотатарською мовою, що надійшли з Російської державної бібліотеки; повні колекції журналів «Emel» (1930—1998), «Kirim» (1918), (1957—61), видані кримськотатарською діаспорою в Румунії і Туреччині, газета «Ленин байрагъы» (1957—90) і журнал «Йылдыз» (1976—по сьогодні), а також колекції з особистих бібліотек письменників Е. Шем'ї-заде, Р. Мурата, І. Асаніна та ін.
До уваги читачів та користувачів пропонується:
- алфавітний читацький каталог на кримськотатарській і іноземній мовах (у тому числі російській)
- систематичний каталог;
- електронна база даних (понад 63 тисяч записів);
- систематична картотека статей;
- краєзнавча картотека;
- картотека персоналій;
- хронологічна картотека.

## Споруда
Будинок бібліотеки є пам'яткою архітектури XVI—XIX століть. Найстаріша частина його, з південної сторони, побудована в XVI столітті, а основна будівля — у XIX. До 1910 у цьому будинку розташовувалася мектебе-рушдіє (світська школа).

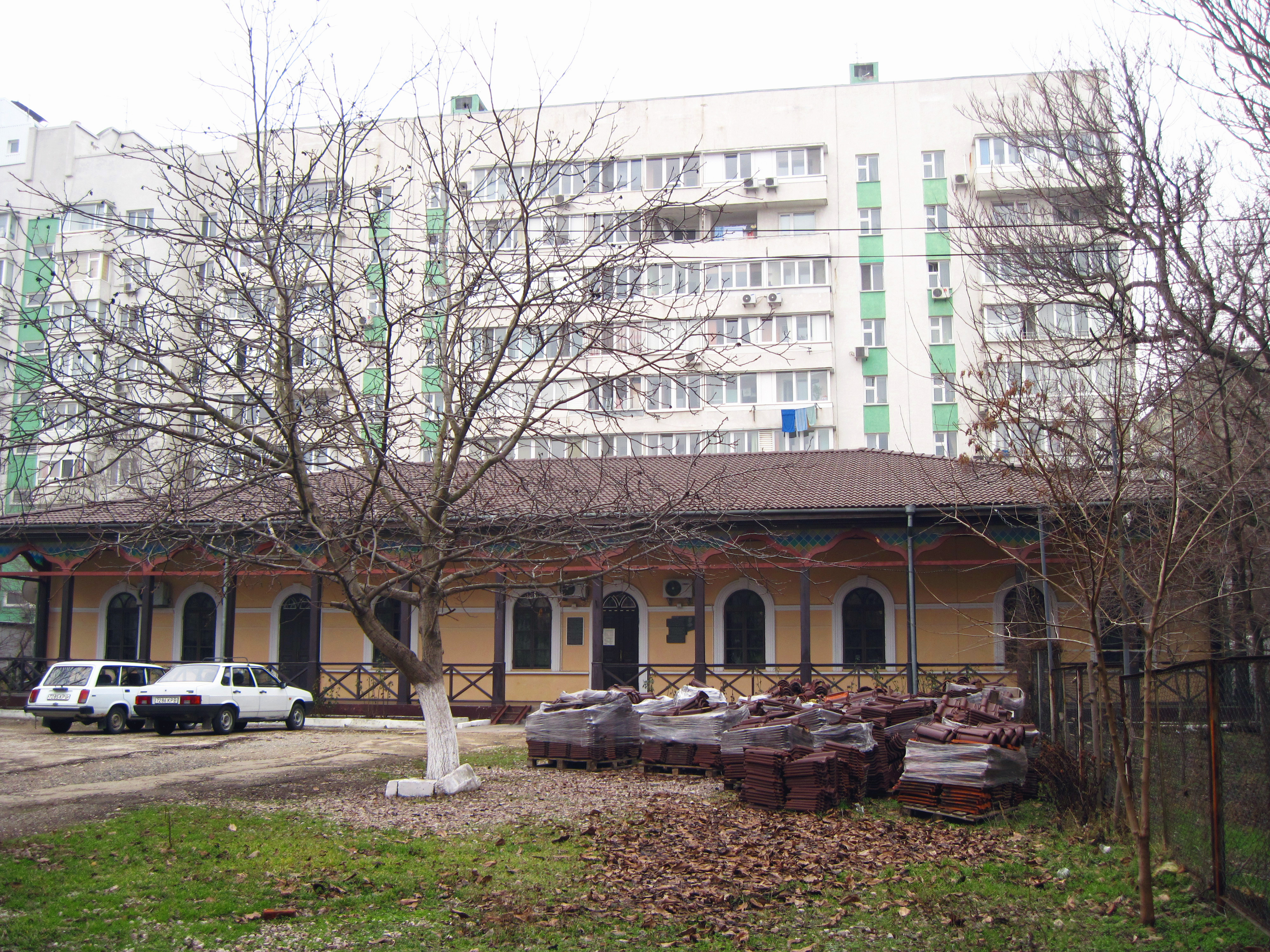
2013 рік
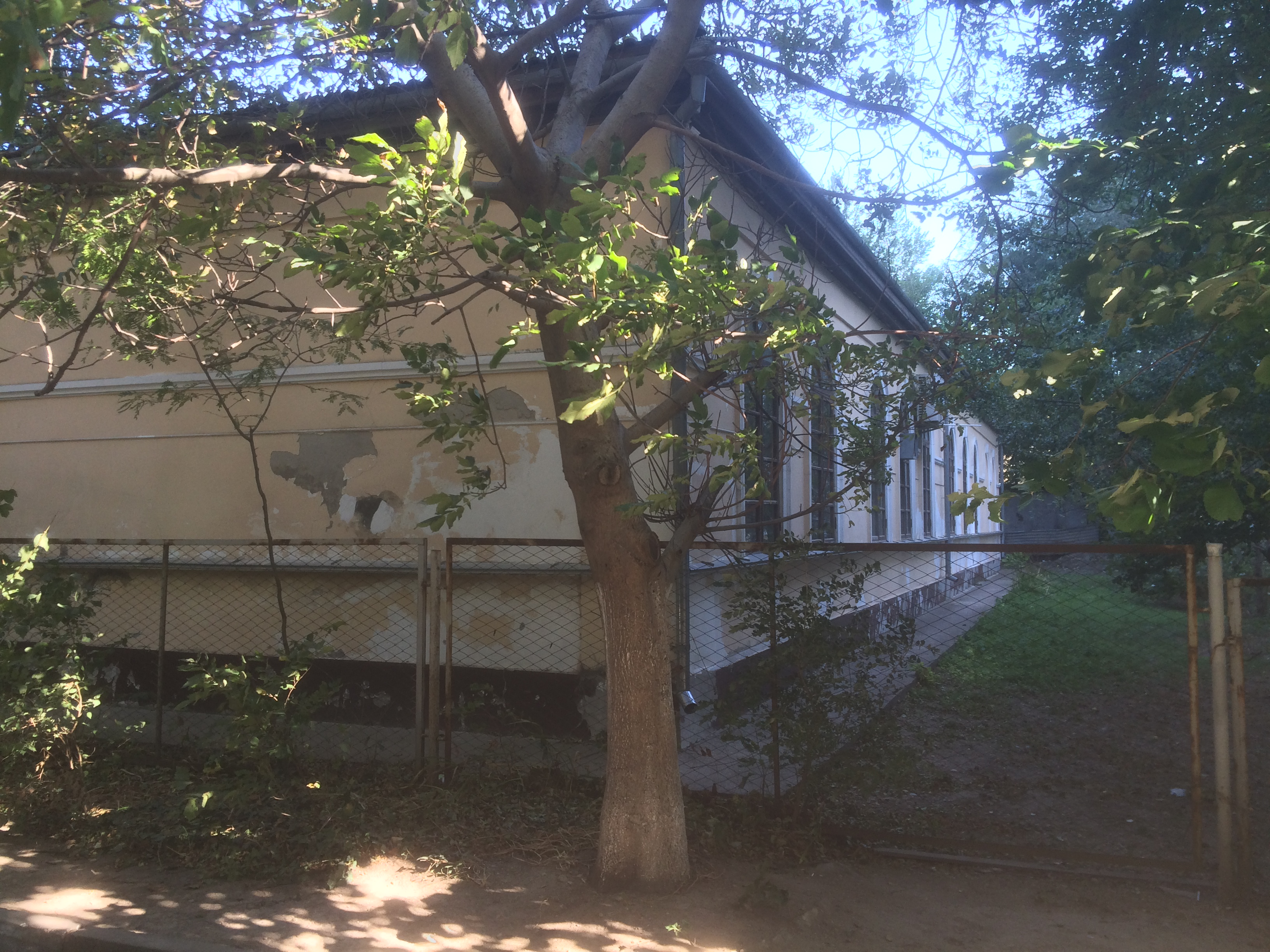
2017 рік
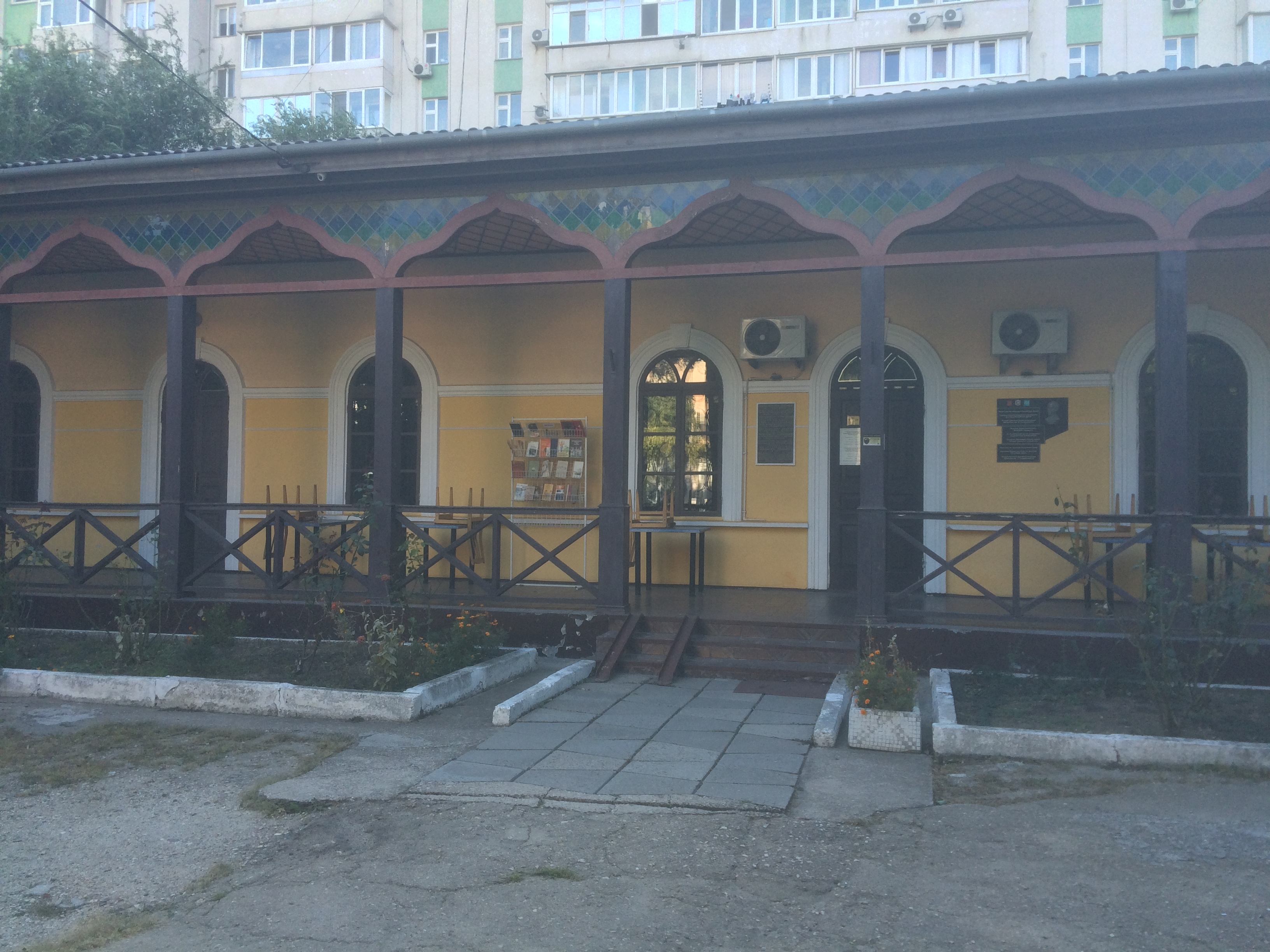
2017 рік
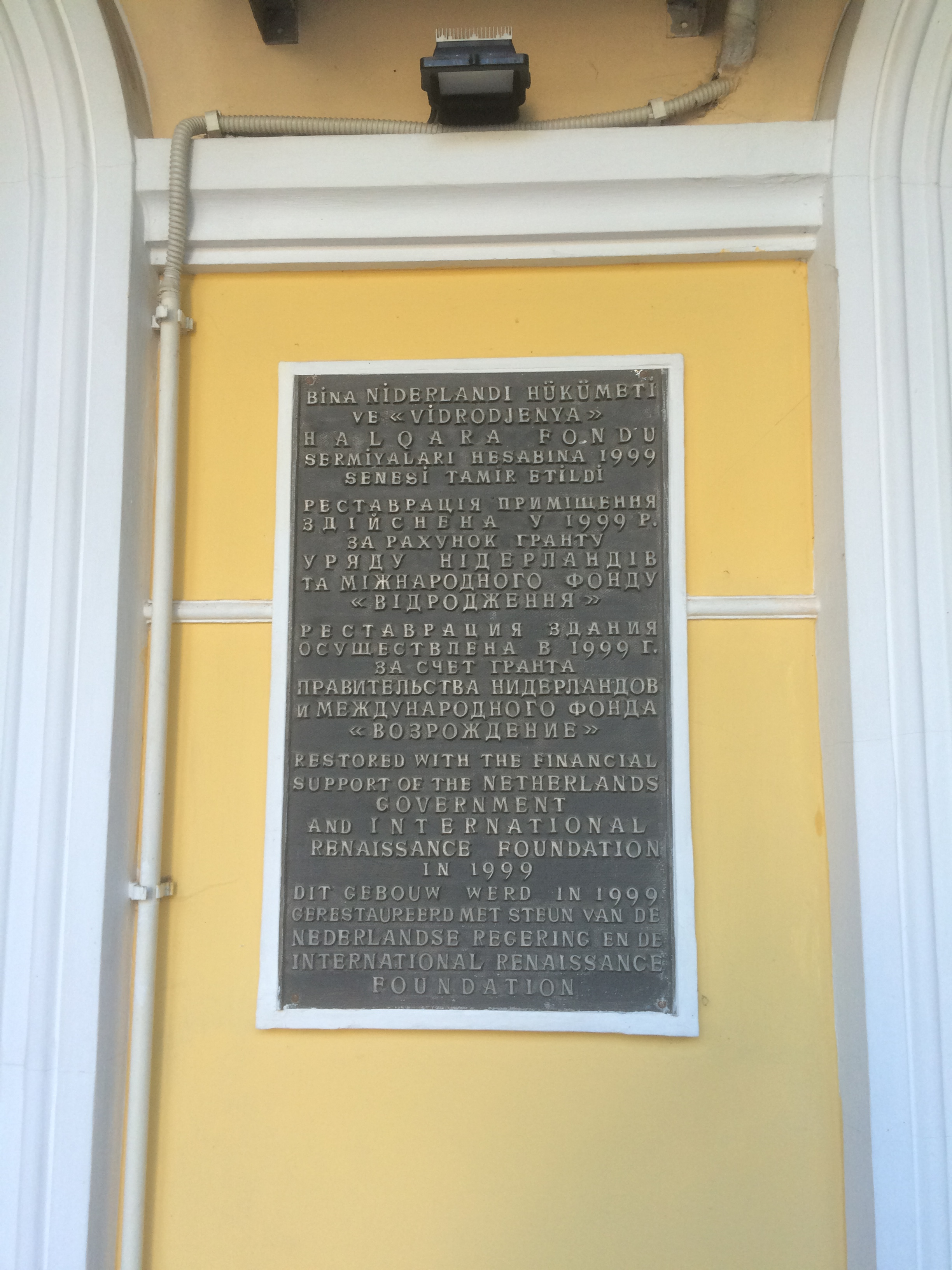
2017 рік

## Відділи
- Відділ комплектування, обробки і каталогізації
- Науково-методичний відділ
- Відділ обслуговування
- Сектор архівних і рукописних матеріалів
- Інформаційно-бібліографічний відділ
- Сектор автоматизації

При бібліотеці працює літературний клуб «Ільхам» («Натхнення») — творча майстерня для молодих та початківців письменників і поетів, 2 члени клуба виросли до членів Національної спілки письменників України, видані 9 поетичних збірників слухачів клубу.

## Видавнича діяльність
Щорічно бібліотека видає «Календар знаменних і пам'ятних дат кримськотатарського народу».
У серії «Бильги чокъраги» («Джерело знань»), засновником якої є бібліотека імені Гаспринського, видано 16 найменувань книг, серед них: «Діячі кримськотатарської культури (1921—1944 р.)»: Біобібліографічний словник; «Мрії рожевого саду» (Антологія із середньовічної кримськотатарської класичної поезії); А. Н. Самойлович «Вибрані труди про Крим»; В. Ганкевич «На службі правді й освіті» (короткий біографічний нарис про Ісмаїла Гаспринського) тощо.